# Daphniphyllum yunnanense
Daphniphyllum yunnanense là một loài thực vật có hoa trong họ Daphniphyllaceae. Loài này được C.C.Huang miêu tả khoa học đầu tiên năm 1980.